# Candela Palazón
Candela Palazón (Madrid, 13 de septiembre de 1964) es una periodista española.

## Biografía
Licenciada en Ciencias de la Información por la Universidad Complutense de Madrid.
Sus primeros pasos profesionales los dio como cantante del grupo musical Chicasss (1989), con el que grabó 2 LP. En 1984 participó en el montaje del musical Jesucristo Superstar, con dirección de Jaime Azpilicueta.
Ante las cámaras inició su carrera en Televisión española, cadena en la que acompañaría a Joaquín  Arozamena en el programa En buena hora. Pero se hizo especialmente popular durante la primera mitad de los años noventa, al pasar a Antena 3. En la temporada 1993-1994 fue fichada por el veterano periodista Jesús Hermida para acompañarle en la presentación del magazín Hermida y Cía, que conducía en Antena 3 junto a otros entonces debutantes en el medio como Marta Robles o Carlos García Hirschfeld.
La popularidad alcanzada propició que la cadena decidiese darle a Candela Palazón la oportunidad de presentar su propio programa, Con luz propia, que se estrenó el 7 de junio de 1995, en el que se hacía un recorrido por la trayectoria profesional de las estrellas de Antena 3.
Tras esa experiencia, Palazón también probó suerte en el mundo de la interpretación, y participó en algunos episodios de la primera temporada de la serie Compañeros (1998), emitida igualmente por Antena 3.
Con posterioridad, ha trabajado en la revista Interviú (2008-2009) y en el periódico digital Eleconomista.es desde 2010.
Estuvo casada con el empresario Antonio Catalán Díaz y es madre del torero Toñete.